# Пласкетт, Хэрри Хемли
Хэрри Хемли Пласкетт (англ. Harry Hemley Plaskett, 1893 −1980) — канадско-английский астроном, сын Д. С. Пласкетта.

## Биография
Родился в Торонто, В 1916 окончил Университет Торонто. В 1919—1927 работал в Астрофизической обсерватории в Виктории (Канада), в 1928—1932 — профессор Гарвардского университета (США), в 1932—1960 — профессор Оксфордского университета (Англия). Член Лондонского королевского общества (1936). Президент Королевского астрономического общества в 1945—1947.
Основные труды в области физики Солнца и звезд. Одним из первых детально исследовал физические условия в атмосферах горячих звезд класса O; предложил модель симбиотических звезд. Разработал клиновой метод астроспектрофотометрии, с помощью которого измерил распределение энергии в спектрах Солнца и ряда звезд. С 1928 работал над проблемами физики Солнца. Предложил метод расчета градиента температуры и коэффициентов поглощения и рассеяния в атмосфере Солнца с помощью наблюдаемых профилей линий и потемнения диска к краю. Установил существование крупно- и мелкомасштабных полей скоростей на поверхности Солнца, показал существование меридиональных потоков. Рассчитал модель фотосферы, которая объясняет широтную неоднородность вращения Солнца наличием градиента температуры между полюсами и экваториальной зоной.
Астероид № 2905 назван совместно в его честь и честь его отца, Д. С. Пласкетта.